# 13278 Grotecloss
13278 Grotecloss eller 1998 QK42 är en asteroid i huvudbältet som upptäcktes den 17 augusti 1998 av LINEAR i Socorro County, New Mexico. Den är uppkallad efter Kristin Shannon Grotecloss.
Den tillhör asteroidgruppen Nysa.